# Turkiet i olympiska sommarspelen 2016
Turkiet deltog med 103 deltagare vid de olympiska sommarspelen 2016 i Rio de Janeiro. Totalt vann de en guldmedalj, tre silvermedaljer och fyra bronsmedaljer.

## Medaljer
| Medalj | Namn              | Sport         | Gren                                   |
| ------ | ----------------- | ------------- | -------------------------------------- |
| Guld   | Taha Akgül        | Brottning     | Herrarnas fristil 125 kg               |
| Silver | Daniyar Ismayilov | Tyngdlyftning | Herrarnas 69 kg                        |
| Silver | Rıza Kayaalp      | Brottning     | Herrarnas grekisk-romersk stil, 130 kg |
| Silver | Selim Yaşar       | Brottning     | Herrarnas fristil 86 kg                |
| Brons  | Cenk İldem        | Brottning     | Herrarnas grekisk-romersk stil, 98 kg  |
| Brons  | Yasmani Copello   | Friidrott     | Herrarnas 400 m häck                   |
| Brons  | Soner Demirtaş    | Brottning     | Herrarnas fristil 74 kg                |
| Brons  | Nur Tatar         | Taekwondo     | Damernas 67 kg                         |